# Pueblo Viejo, Jungapeo
Pueblo Viejo är en ort i Mexiko.   Den ligger i kommunen Jungapeo och delstaten Michoacán de Ocampo, i den södra delen av landet, 150 km väster om huvudstaden Mexico City. Pueblo Viejo ligger 1 959 meter över havet och antalet invånare är 136.
Terrängen runt Pueblo Viejo är huvudsakligen kuperad, men västerut är den bergig. Runt Pueblo Viejo är det ganska glesbefolkat, med 50 invånare per kvadratkilometer. Närmaste större samhälle är Jungapeo de Juárez, 8,2 km öster om Pueblo Viejo. I omgivningarna runt Pueblo Viejo växer huvudsakligen savannskog.